# Flûte (pain)
Pour les articles homonymes, voir Flûte (homonymie).
 (septembre 2021).
Si vous disposez d'ouvrages ou d'articles de référence ou si vous connaissez des sites web de qualité traitant du thème abordé ici, merci de compléter l'article en donnant les références utiles à sa vérifiabilité et en les liant à la section « Notes et références ».

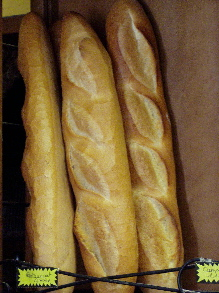
Trois flûtes sur un étalage (considérée localement comme un gros pain)

Une flûte est une appellation de variété de pain français, de poids très variable selon les usages locaux en l'absence de réglementation française sur le prix et poids des pains.

## Description
Une recommandation gouvernementale de 1981, non suivie nationalement du fait d'usages locaux très ancrés, préconisait d'unifier les appellations et poids des pains en définissant la baguette comme un pain de 250 g et la flûte comme un pain de 200 g. Cet usage est notamment observé en Île-de-France sauf en Seine-et-Marneet aussi dans la Sarre en Allemagne.
Dans certaines régions, la flûte est inférieure en poids à une baguette, voire l'équivalent d'une ficelle, voire synonyme de baguette.
Au contraire, dans d'autres régions notamment du sud de la France (Midi, Languedoc, Marseille...), la flûte (parfois appelée gros pain) est de même longueur mais plus grosse que la baguette, parfois deux fois plus large et d'environ 400 g[réf. nécessaire].